# Schwagerinoidea
Schwagerinoidea es una superfamilia de foraminíferos cuyos taxones se han incluido tradicionalmente en la superfamilia Fusulinoidea, del suborden Fusulinina y del orden Fusulinida. Su rango cronoestratigráfico abarca desde el Moscoviense (Carbonífero superior) hasta el Pérmico superior.

## Discusión
Clasificaciones más recientes incluyen Schwagerinoidea en la subclase Fusulinana de la clase Fusulinata.

## Clasificación
Schwagerinoidea incluye a la siguiente familia:
- Familia Schwagerinidae

Otras familias consideradas en Schwagerinoidea son:
- Familia Pseudofusulinidae
- Familia Rugosofusulinidae
- Familia Triticitidae